# Seznam dílů seriálu Mystérium sexu
Toto je seznam dílů seriálu Mystérium sexu. Americký dramatický seriál Mystérium sexu premiérově vysílala americká stanice Showtime. V České republice seriál vysílá stanice ČT art. 

## Přehled řad
| Řada | Díly | Premiéra v USA    | Premiéra v USA     | Premiéra v ČR   | Premiéra v ČR      |
| Řada | Díly | První díl         | Poslední díl       | První díl       | Poslední díl       |
| ---- | ---- | ----------------- | ------------------ | --------------- | ------------------ |
| 1    | 12   | 29. září 2013     | 15. prosince 2013  | 3. ledna 2018   | 21. března 2018    |
| 2    | 12   | 13. července 2014 | 28. září 2014      | 28. března 2018 | 13. června 2018    |
| 3    | 12   | 12. července 2015 | 27. září 2015      | 20. června 2018 | 5. září 2018       |
| 4    | 10   | 11. září 2016     | 13. listopadu 2016 | 12. září 2018   | 14. listopadu 2018 |

## Seznam dílů

### První řada (2013)
| Č. v seriálu | Č. v řadě | Původní název        | Český název        | Režie               | Scénář                                            | Premiéra v USA     | Premiéra v ČR   |
| ------------ | --------- | -------------------- | ------------------ | ------------------- | ------------------------------------------------- | ------------------ | --------------- |
| 1            | 1         | Pilot                | Mystérium sexu     | John Madden         | Michelle Ashford                                  | 29. září 2013      | 3. ledna 2018   |
| 2            | 2         | Race to Space        | Závody v dobývání  | Michael Dinner      | Michelle Ashford                                  | 6. října 2013      | 10. ledna 2018  |
| 3            | 3         | Standard Deviation   | Běžná úchylka      | Lawrence Trilling   | Sam Shaw                                          | 13. října 2013     | 17. ledna 2018  |
| 4            | 4         | Thank You for Coming | Díky, že to děláte | Jennifer Getzinger  | Amy Lippman                                       | 20. října 2013     | 24. ledna 2018  |
| 5            | 5         | Catherine            | Catherine          | Michael Apted       | Sam Shaw a Michelle Ashford                       | 27. října 2013     | 31. ledna 2018  |
| 6            | 6         | Brave New World      | Krásný nový svět   | Adam Davidson       | Lyn Greene a Richard Levine                       | 3. listopadu 2013  | 7. února 2018   |
| 7            | 7         | All Together Now     | A teď všichni      | Tim Fywell          | Tyler Bensinger                                   | 10. listopadu 2013 | 14. února 2018  |
| 8            | 8         | Love and Marriage    | Sňatek a láska     | Michael Apted       | námět: Tyler Bensinger scénář: Michael Cunningham | 17. listopadu 2013 | 21. února 2018  |
| 9            | 9         | Involuntary          | Bezděčná reakce    | Jennifer Getzinger  | Noelle Valdivia                                   | 24. listopadu 2013 | 28. února 2018  |
| 10           | 10        | Fallout              | Důsledky           | Lesli Linka Glatter | Sam Shaw                                          | 1. prosince 2013   | 7. března 2018  |
| 11           | 11        | Phallic Victories    | Falická vítězství  | Phil Abraham        | Amy Lippman                                       | 8. prosince 2013   | 14. března 2018 |
| 12           | 12        | Manhigh              | Výšiny na dosah    | Michael Dinner      | Michelle Ashford                                  | 15. prosince 2013  | 21. března 2018 |

### Druhá řada (2014)
| Č. v seriálu | Č. v řadě | Původní název                        | Český název                | Režie          | Scénář                            | Premiéra v USA    | Premiéra v ČR   |
| ------------ | --------- | ------------------------------------ | -------------------------- | -------------- | --------------------------------- | ----------------- | --------------- |
| 13           | 1         | Parallax                             | Úhly pohledu               | Michael Apted  | Michelle Ashford                  | 13. července 2014 | 28. března 2018 |
| 14           | 2         | Kyrie Eleison                        | Kyrie Eleison              | Michael Apted  | David Flebotte                    | 20. července 2014 | 4. dubna 2018   |
| 15           | 3         | Fight                                | Zápas                      | Michael Apted  | Amy Lippman                       | 27. července 2014 | 11. dubna 2018  |
| 16           | 4         | Dirty Jobs                           | Špinavé záležitosti        | Michael Engler | Steven Levenson                   | 3. srpna 2014     | 18. dubna 2018  |
| 17           | 5         | Giants                               | Obdaření                   | Jeremy Webb    | Bathsheba Doran                   | 10. srpna 2014    | 25. dubna 2018  |
| 18           | 6         | Blackbird                            | Pták s černým peřím        | Keith Gordon   | Eileen Myers                      | 17. srpna 2014    | 2. května 2018  |
| 19           | 7         | Asterion                             | Asterion                   | Michael Dinner | David Flebotte a Michelle Ashford | 24. srpna 2014    | 9. května 2018  |
| 20           | 8         | Mirror, Mirror                       | Zrcadlo, zrcadlo           | Michael Apted  | Steven Levenson                   | 31. srpna 2014    | 16. května 2018 |
| 21           | 9         | Story of My Life                     | Můj příběh                 | Jeremy Webb    | Amy Lippman                       | 7. září 2014      | 23. května 2018 |
| 22           | 10        | Below the Belt                       | Tam dole                   | Adam Arkin     | Bathsheba Doran a Eileen Myers    | 14. září 2014     | 30. května 2018 |
| 23           | 11        | One for the Money, Two for the Show  | Show za všechny prachy     | Adam Bernstein | Amy Lippman                       | 21. září 2014     | 6. června 2018  |
| 24           | 12        | The Revolution Will Not Be Televised | Revoluce se vysílat nebude | Adam Arkin     | Michelle Ashford                  | 28. září 2014     | 13. června 2018 |

### Třetí řada (2015)
| Č. v seriálu | Č. v řadě | Původní název             | Český název              | Režie              | Scénář                            | Premiéra v USA    | Premiéra v ČR     |
| ------------ | --------- | ------------------------- | ------------------------ | ------------------ | --------------------------------- | ----------------- | ----------------- |
| 25           | 1         | Parliament of Owls        | Spolčení sýčků           | Jeremy Webb        | Michelle Ashford                  | 12. července 2015 | 20. června 2018   |
| 26           | 2         | Three's a Crowd           | Tři jsou prostě moc      | Dean Parisot       | Amy Lippman                       | 19. července 2015 | 27. června 2018   |
| 27           | 3         | The Excitement of Release | Konečně je to venku      | Miguel Sapochnik   | Steven Levenson                   | 26. července 2015 | 4. července 2018  |
| 28           | 4         | Undue Influence           | Nežádoucí vliv           | Christopher Manley | Gina Fattore                      | 2. srpna 2015     | 11. července 2018 |
| 29           | 5         | Matters of Gravity        | Zákon přitažlivosti      | Adam Arkin         | Esta Spalding                     | 9. srpna 2015     | 18. července 2018 |
| 30           | 6         | Two Scents                | Rozum a čich             | Michael Weaver     | David Flebotte                    | 16. srpna 2015    | 25. července 2018 |
| 31           | 7         | Monkey Business           | Co jsme udělali opicím   | Adam Arkin         | Michelle Ashford a David Flebotte | 23. srpna 2015    | 1. srpna 2018     |
| 32           | 8         | Surrogates                | Náhradníci               | Matt Earl Beesley  | Steven Levenson                   | 30. srpna 2015    | 8. srpna 2018     |
| 33           | 9         | High Anxiety              | Úzkost                   | Dan Attias         | Jonathan Igla                     | 6. září 2015      | 15. srpna 2018    |
| 34           | 10        | Through a Glass, Darkly   | Jako v zrcadle, zastřeně | Jeremy Webb        | Steven Levenson a Esta Spalding   | 13. září 2015     | 22. srpna 2018    |
| 35           | 11        | Party of Four             | Večírek ve čtyřech       | Susanna White      | Amy Lippman                       | 20. září 2015     | 29. srpna 2018    |
| 36           | 12        | Full Ten Count            | Debakl                   | Michael Apted      | Michelle Ashford                  | 27. září 2015     | 5. září 2018      |

### Čtvrtá řada (2016)
| Č. v seriálu | Č. v řadě | Původní název         | Český název         | Režie                | Scénář              | Premiéra v USA                                 | Premiéra v ČR      |
| ------------ | --------- | --------------------- | ------------------- | -------------------- | ------------------- | ---------------------------------------------- | ------------------ |
| 37           | 1         | Freefall              | Volný pád           | Colin Bucksey        | Michelle Ashford    | 2. září 2016 (online) 11. září 2016 (Showtime) | 12. září 2018      |
| 38           | 2         | Inventory             | Inventura           | Jeremy Webb          | Steven Levenson     | 18. září 2016                                  | 19. září 2018      |
| 39           | 3         | The Pleasure Protocol | Návod na rozkoš     | Adam Arkin           | Ellen Fairey        | 25. září 2016                                  | 26. září 2018      |
| 40           | 4         | Coats or Keys         | Kabáty, nebo klíče? | Colin Bucksey        | Amy Lippman         | 2. října 2016                                  | 3. října 2018      |
| 41           | 5         | Outliers              | Vyděděnci           | Eric Galileo Tignini | Esta Spalding       | 9. října 2016                                  | 10. října 2018     |
| 42           | 6         | Family Only           | Jenom rodina        | Colin Bucksey        | Seth Fisher         | 16. října 2016                                 | 17. října 2018     |
| 43           | 7         | In To Me You See      | K mojí duši most    | Michael Apted        | Matthew-Lee Erlbach | 23. října 2016                                 | 24. října 2018     |
| 44           | 8         | Topeka                | Topeka              | Julie Anne Robinson  | Esta Spalding       | 30. října 2016                                 | 31. října 2018     |
| 45           | 9         | Night and Day         | Noc a den           | Karyn Kusama         | Steven Levenson     | 6. listopadu 2016                              | 7. listopadu 2018  |
| 46           | 10        | The Eyes of God       | Soukromá věc        | Michael Apted        | Michelle Ashford    | 13. listopadu 2016                             | 14. listopadu 2018 |